# Mieczysław Srokowski
Mieczysław Srokowski (14 sierpnia 1873 w Byble, zm. 11 września 1910 w Warszawie) – polski prozaik i poeta.

## Życiorys
Pochodził z rodziny ziemiańskiej. Uczył się w Gimnazjum oo. Jezuitów w Chyrowie, a następnie studiował na Uniwersytecie Lwowskim. Występował w prowincjonalnych trupach aktorskich w Królestwie Kongresowym.
Poświęciwszy się działalności literackiej jako pierwsze wydał zbiór poezji. Potem pisał szkice i nowele drukowane w prasie.
Stanisław Helsztyński wymienił go jako jednego z grona tzw. "młodopolskich meteorów". Początkowo pisał wiersze w konwencji młodopolskiej. Jego utwory poświęcone były zagadnieniom społecznym, a także tematyce erotycznej. Próbą stworzenia oryginalnej powieści erotyczno-psychologicznej jest skandalizujący wówczas Kult ciała (1910). W powieści tej graniczący z perwersją erotyzm staje się jedyną ideą i celem życiowym powieściowych bohaterów. Co ciekawsze, plan erotycznej gry ułożony przez parę kochanków wyklucza z góry miłość, ważniejszy jest szał i rozkosz zmysłowa. Tą problematyką bardzo niedoceniany Srokowski antycypował wiele wątków obecnych w literaturze XX wieku. Powieść została skonfiskowana, zaś autorowi wytyczono proces o obrazę moralności publicznej.
Zmarł w szpitalu św. Ducha w Warszawie na gruźlicę. Został pochowany na cmentarzu Powązkowskim w Warszawie (kwatera 74-3-13).

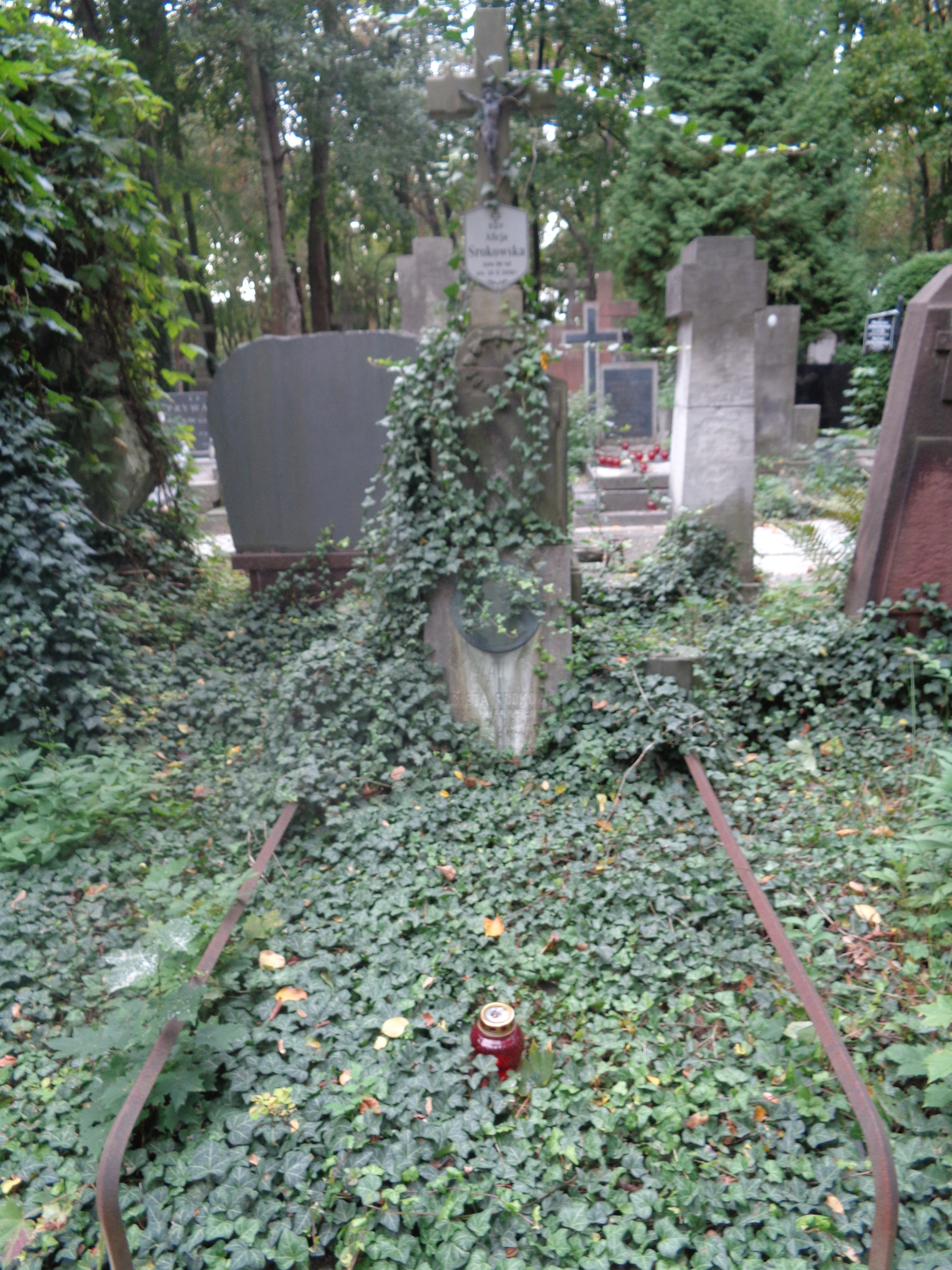
Grób Jerzego i Mieczysława Srokowskich

## Dzieła
Zbiory nowel:
- Chore sny[3] (1899)
- Krew[4] (1906)
- Ich Tajemnica[5] (1908)
- Jak łza[6] (1910)

Powieści:
- Epigoni (1904)
- Anachroniści (1910)
- Kult ciała, Dziennik człowieka samotnego[7] (1910)
- Jus primae noctis (nieukończona) (1910)